# Sassel
Sassel (en luxemburguès: Saassel; alemany:  Sassel) és una vila de la comuna de Wincrange, situada al districte de Diekirch del cantó de Clervaux. Està a uns 55 km de distància de la ciutat de Luxemburg.